# Bir Kasd Ali (distrito)
Bir Kasd Ali é um distrito localizado na província de Bordj Bou Arreridj, Argélia, e cuja capital é a cidade de mesmo nome, Bir Kasd Ali.[carece de fontes?]

## Municípios
O distrito está dividido em três comunas:
- Bir Kasd Ali
- Khelil
- Sidi Embarek